# Пенн Тауншип (округ Лайкомінг, Пенсільванія)
Пенн Тауншип (англ. Penn Township) — селище (англ. township) в США, в окрузі Лайкомінг штату Пенсільванія. Населення — 895 осіб (2020).

## Демографія
Згідно з переписом 2010 року, у селищі мешкало 960 осіб у 376 домогосподарствах у складі 285 родин. Було 461 помешкання
Расовий склад населення:
| - 98,1 % — білих - 0,7 % — чорних або афроамериканців - 0,1 % — корінних американців - 0,1 % — азіатів |

До двох чи більше рас належало 0,9 %. Частка іспаномовних становила 0,5 % від усіх жителів.
За віковим діапазоном населення розподілялося таким чином: 21,9 % — особи молодші 18 років, 63,6 % — особи у віці 18—64 років, 14,5 % — особи у віці 65 років та старші. Медіана віку мешканця становила 43,7 року. На 100 осіб жіночої статі у селищі припадало 115,2 чоловіків;  на 100 жінок у віці від 18 років та старших — 114,3 чоловіків також старших 18 років.
Середній дохід на одне домашнє господарство  становив 72 632 долари США (медіана — 63 000), а середній дохід на одну сім'ю — 82 796 доларів (медіана — 78 229). Медіана доходів становила 44 531 долар для чоловіків та 40 000 доларів для жінок. За межею бідності перебувало 2,2 % осіб, у тому числі 0,0 % дітей у віці до 18 років та 2,6 % осіб у віці 65 років та старших.
Цивільне працевлаштоване населення становило 432 особи. Основні галузі зайнятості: освіта, охорона здоров'я та соціальна допомога — 19,9 %, виробництво — 13,4 %, роздрібна торгівля — 10,9 %, сільське господарство, лісництво, риболовля — 10,6 %.